# Бродячее слово
Бродячее слово, миграционный термин, реже странствующее слово, скитающееся слово, миграционное слово, вандерворт (нем. Wanderwort) — слова, которые заимствуются в многочисленные языки и культуры, особенно удаленные друг от друга, как правило, благодаря торговым связям. Представляют собой любопытное явление в исторической лингвистике и социолингвистике в более широком контексте изучения языковых контактов. Для достаточно древних слов бывает трудно установить, в каком языке или языковой семье они первоначально возникли, а в каком они стали заимствованием.

## Примеры
Наиболее известные бродячие слова: сахар, имбирь, лат. cuprum (откуда, например, купорос), серебро, тмин, мята, вино. Некоторые из них восходят к торговым отношениям в бронзовом веке.
Слово «чай» распространилось относительно поздно в истории человечества, и поэтому его происхождение в разных языках мира не вызывает вопросов: морским путем распространилось «те» из южных диалектов китайского, а по суше распространилось «ча» (откуда чай) из северных диалектов и кантонского.
Слово «фаранг», происходящее от этнонима «франк» через арабский и персидский языки, обозначает иностранцев (обычно белых, европейцев). Из этих двух языков слово заимствовано во многие языки, на которых говорят вблизи Индийского океана, в том числе хинди, тайский и амхарский.
Слово «оранжевый» изначально происходит из дравидийского языка (вероятно, телугу или малаялам), его предок затем прошел через санскрит, персидский, возможно, армянский, арабский, позднюю латынь, итальянский и французский, и затем попал в русский.
Слово «арслан» («лев») тюркского происхождения, его потомки в настоящее время широко распространены от венгерского, маньчжурского до персидского, а в некоторых языках служит личным именем (например, Руслан, Руслана, Аслан). В романе «Хроники Нарнии» существует персонаж по имени Аслан.
Некоторые древние заимствования связаны с распространением письменности. Например, шумерское musar «написанное имя, надпись» и аккадское musarum «документ, печать», по-видимому, связаны с протоиндо-иранским *mudra- «печать» (среднеперсидский muhr, санскрит mudrā).
Есть и более древние бродячие слова: к позднему неолиту относится, например, шумерское balag, аккадское pilakku- и праиндоевропейское pelek’u - «топор». Хотя аккадское pilakku- означает «веретено», а шумерское balag, более точная транскрипция balaĝ (ĝ звучит как [ŋ]), означает «большой барабан или арфа» и заимствовано в аккадский как balangu- .